# 堀米ゆず子
堀米 ゆず子（ほりごめ ゆずこ、1957年（昭和32年）12月4日 - ）は、日本のヴァイオリニスト。ブリュッセル王立音楽院客員教授。

## 概要
東京都生まれのヴァイオリン奏者である。ベルギー、ブリュッセルに在住。使用楽器は、1741年、クレモナにて製造された「ヨゼフ・グァルネリ・デル・ジェス」。レコード契約はソニー・ミュージックエンタテインメント。マネジメントはヒラサ・オフィス。

## 来歴

### 生い立ち
5歳よりヴァイオリンを始める。久保田良作、江藤俊哉に師事。
子供のための音楽教室、桐朋女子高等学校音楽科を経て、桐朋学園大学音楽学部を卒業。

### 音楽家として
1980年、日本人として初めてエリザベート王妃国際音楽コンクールで優勝。以後ベルギーを本拠として国際的な活動を行っている。1981年、芸術選奨新人賞受賞。
現在、ブリュッセル王立音楽院客員教授を務める。

## 特徴
武満徹
現代作品に理解が深く、武満徹の未完に終わった「ヴァイオリン協奏曲 ソングライン」は堀米を想定して作曲が続けられていた。
ジェイムズ・ディロン
ジェイムズ・ディロンのヴァイオリン協奏曲は彼女の手で日本初演された。

## トラブル
2012年8月、東京からブリュッセルへ帰国する途上、乗り換えのためフランクフルト空港に立ち寄ったが、その際手荷物扱いで持ち込んだ時価1億円相当のヴァイオリンを税関当局に発見され、押収された。税関当局は、輸入税として19万ユーロの支払いを求めるとともに、脱税容疑での調査を行っている。フランクフルト空港税関の報道官によれば、堀米は無申告者用のゲートから外に出ようとしたが、その際にヴァイオリンが見つかったため検査対象となり、関税徴収と脱税調査のための証拠品として押収されたとしている。なお、報道によれば、このヴァイオリンは1986年に日本で購入したものだが、その後「旅行で常に携帯していた」とされ、過去にも同様の行為を繰り返していたと指摘されている。しかし、堀米は「これまで20年以上、フランクフルトも何度も経由して何も言われなかった」と主張しており、それを根拠にヴァイオリンを返還するよう主張している。
仕事用の物品を一時的に他国に持ち込む際には、「物品の一時輸入のための通関手帳に関する条約」加盟国間であれば免税扱いとなるが、その場合も事前にカルネを取得するなど所定の手続きが必要となる。ドイツの税関当局も「一般に高価な品は必ず事前に税関に申告しなければならない」と指摘している。
フランクフルト空港税関の報道官は、輸入関税証明書や対象物品の由来を証明する書類といった書類について、堀米は携行していなかったとしている。しかし、堀米は「なぜ突然こんなことになるのか分からない」と主張し、訴訟を起こす可能性を示唆している。
堀米は「楽器は仕事の道具であり、演奏家にとって体の一部のようなもの。体と魂の一部をもぎ取られたようでとても悲しい。」とコメントした。
この問題については2012年8月21日付で『朝日新聞』が報じ、翌日付で『讀賣新聞』など各紙が報じた。
正当な購入や所有を証明する書類、自らの財産目録などを提出して交渉した結果、同年9月20日になって、税関から堀米へ、ヴァイオリンを無償で返還する通達があった。また、フランクフルト空港の税関では、2012年の10月にも、ドイツ国籍の有希・マヌエラ・ヤンケが「輸入証明書や貸与契約書はあるが、転売する可能性もある」という理由でヴァイオリンを押収されている。
その後、ドイツの空港で2012年に、プロの演奏家のヴァイオリンが相次いで差し押さえられた問題で、欧州連合（EU）が「職業用具としてEU域外から持ち込む楽器は税関申告をしなくてもよい」と、規則を変えたことが分かった。

## 家族・親族
西洋史学者の堀米庸三の姪。NHK交響楽団のヴァイオリン奏者川上朋子は従姉。山形銀行頭取の長谷川吉茂は従兄。

## 著書
- 『モルト・カンタービレ ブリュッセルの森の戸口から』NTT出版（気球の本）、1995年11月。ISBN 978-4871886086。
- 『ヴァイオリニストの領分』春秋社、2015年7月。ISBN 978-4393935903。